# Rio Gregório (vattendrag i Brasilien, lat -6,82, long -70,64)
Rio Gregório är ett vattendrag i Brasilien. Det ligger i den västra delen av landet, 2 700 km väster om huvudstaden Brasília.
I omgivningarna runt Rio Gregório växer i huvudsak städsegrön lövskog. Trakten runt Rio Gregório är nära nog obefolkad, med mindre än två invånare per kvadratkilometer.